# Староперуново
Староперуно́во (рос. Староперуново) — село у складі Тальменського району Алтайського краю, Росія. Адміністративний центр Староперуновської сільської ради.

## Населення
Населення — 448 осіб (2010; 431 у 2002).
Національний склад (станом на 2002 рік):
- росіяни — 92 %